# Sidamo (langue)
Pour les articles homonymes, voir Sidamo.
Le sidamo (ou sidama) est une langue afro-asiatique, de la branche des langues couchitiques, parlée en Éthiopie par 2 900 000 Sidamas.